# 比利·休斯 (美国)
比利·休斯(Billie Hughes)（1948年4月4日—1998年7月3日），是一位美國艾美獎提名的作曲家和唱片製作人，生於紐約市。他跟許多知名歌手和製作人合作，诸如Philip Bailey、菲爾·柯林斯 (Phil Collins)、The Jacksons、The Sisters of Mercy、Bette Midler、地風火樂團(Earth, Wind & Fire)和Lazarus等。比利不仅作为成功的艺术家而闻名日本，更是因为他作为乐队[rr1] Lazarus的主唱，与洛珊·西門一起合作为飞利浦比利，菲尔柯林斯，贝特米德勒，杰逊五人组，仁慈姐妹，Wink写的歌曲，以及他为电影及电视剧谱写的歌曲。 比利曾两次被美国艾美奖提名.
休斯的歌曲“Welcome To The Edge”，日文标题“Todokanu Omoi”とどかぬ想い（单面的爱）”是日本电视剧《我再也不会爱任何人》（Mou Daremo Aisanai）（もう谁も爱さない)的主题曲.在售出超过 500,000 张唱片后，它于 1991 年成为日本最畅销的国际单曲。休斯于 1992 年在 NHK 大奖日本金唱片奖中获得年度国际单曲第一名。
由比利休斯演唱的Welcome to the Edge是电视剧《我不会再爱上任何人》的主题曲。该电视剧在2019 年 10 月 8 日在东京都地区的 TVK（神奈川电视台）开始重播.

## 早期教育
比利凯斯休斯在1948年四月四日出生在美国得克萨斯州格雷厄姆，是贝蒂和比利韦恩休斯（1924年8月5日-2011年11月14日）的儿子， 他是基督教会的巡回牧师、数学老师和总承包商。比利凯斯休斯有一个哥哥名为Jim（1945年4月10日-2019年3月3日）。比利凯斯从小生长在一个宗教家庭，经常从一个城市搬到另一个城市。他的父亲比利韦恩曾担任部长、长老和教育主任在南达科他州的苏福尔斯、科罗拉多州的丹佛和德克萨斯州的大理石瀑布的教堂。
休斯曾在得克萨斯阿比林就读阿比林基督大学。他是阿比林基督教学院管弦乐团的第一位首席小提琴手，也是阿比林基督教学院阿卡贝拉合唱团的成员。1967 年 9 月，他加入并成为一个两年前成立的校园团体ACCents中的一员.在这个新阵容中的所有歌手都会演奏乐器。ACCents曾为公民俱乐部、在周内举行的紫白校友会活动、ACC教堂演出。并且开了由达拉斯、杰克逊、密西西比州，乔治亚州梅肯，杰克逊维尔、盖恩斯维尔、坦帕和佛罗里达州海厄利亚的基督教会赞助的巡回演唱会。引用休斯的话说：“我们有很多工作都是在招募。” 在对他们的曲目进行当代化时，他说“这是属于今天的音乐，而不是 10 到 20 年前的音乐。
1968年12月8日至14日，他在俄克拉荷马州、堪萨斯州和德克萨斯州的 ACC 管弦乐队巡回演出中拉小提琴并在阿比林爱乐乐团为返校节音乐剧“俄克拉荷马！”伴奏。
休斯与人共同创立了另一个受欢迎的校园歌唱团体 Blue Sky Investment。该乐队由休斯作为编曲、男高音歌手和古典吉他手，迈克·海恩斯和凯·罗斯作为主唱，卡尔·基西作为低音贝司，马歇尔洛克作为鼓手。Blue Sky Investment曾为俄克拉荷马大学阿比林基督教学院和私人活动举办了演出。休斯为 Blue Sky Investment 表演创作了披头士乐队曲目中歌曲的原创编曲，在1968 年 4 月 4 日，开启了 ACC 艺人的一系列表演。

## 音樂事業及個人生活

### 早期與Lazarus樂團的音樂創作
比利·休斯早期曾帶領Lazarus樂團並展開他的音樂事業. 當時Lazarus的其他團員有Peter Yarrow of Peter, Paul 和 Mary. Lazarus 搬到紐約Woodstock城市後開始與剛成立的音樂公司, Bearsville Records (Warner Bros.), 錄製音樂專輯. 當時的音樂總監是Albert Grossman. Peter Yarrow and Phil Ramone是當時的音樂製作人. Bearsville發行了兩張Lazarus的專輯. 專輯發行後, Lazarus在美國與加拿大各地都有表演. 在1976年, Lazarus贏得了Clio Award的"Lifesavers" 年度最佳廣告獎項. Lifesavers廣告持續撥放了九年.

### 單飛事業
在1978年, 比利·休斯和Epic Records 合作並展開了他的單飛事業. 他當時發行的”Dreammaster” 長時間唱片是在洛杉磯錄製的,而製作人是Henry Lewy. 接下來的四年內,比利·休斯在美國, 加拿大和日本都有巡迴演出. 並且有到日本, 加拿大和義大利錄製各種音樂企劃包括他的個人單曲"Martin Eden" (CBS 電影主題曲). "Martin Eden"在歐洲榮登榜首前五名. 

### Martin Eden
比利·休斯與義大利作曲家Ruggero Cini 和Dario Farina共同創作了單曲”Martin Eden”. 這首歌是為了1979的小型電視影集, Martin Eden, 所製作的. 電視影集Martin Eden的導演Giacomo Battiato是根據Jackson London的小說的劇情來編導.
比利·休斯的個人單曲Martin Eden後來也在歐洲發行, 並且上榜在各地區Billboard音樂榜,像是在瑞典音樂榜榮登第二名.

### 與洛珊·西門共同創作
從1983年, 比利·休斯跟作詞家洛珊·西門 展開他們長期的合作關係, 並且創作了許多音樂和錄音. 合作項目包括電視,電影和音樂專輯的錄音¸製作,和作曲. 合作的製作人有Phil Collins, Arif Mardin, Michael Omartian, George Duke和 Reggie Lucas. 另一方面, 休斯與西門合作過的知名藝人包括Philip Bailey, The Jacksons, Bette Midler, The Sisters Of Mercy, Randy Crawford, Al Jarreau, Melissa Manchester, 和 日本第一的女子團體 Wink.
在 1991年, 比利·休斯和洛珊·西門的在音樂上的努力在日本獲得肯定. 他們共同創作和製作的單曲和專輯“ Welcome To The Edge”達到 42萬張的銷售量並且登上日本 Billboard的 chart 四個月. 比利和洛珊獲得日本 NHK電視台的 “Grand Prix”獎的 “第一名年度國際單曲.”(“Grand Prix”獎相當於美國的“葛萊美獎”)
比利·休斯的專輯 “Welcome To The Edge”在東南亞地區發行, 而且被許多知名的日本和華語歌手翻唱. 2004年8月, 富士電視發行“ Welcome To The Edge”的翻唱版本“Mou Daremo Aisenai”和 “Dreamlove”的翻唱版本 “Ai To Lu Namae Nomo To Ni”的 DVD.
寫歌生涯 “Walking On the Chinese Wall” 是比利和洛珊一起合作過最出名的歌曲之一, 是 Philip Bailey的 “Chinese Wall”專輯的主打歌並由菲爾·柯林斯製作. 這首歌讓Philip Bailey 在1985年的 葛萊美獎榮獲最佳R&B男歌手的提名. 
1993 年, The Sisters of Mercy 發行 “Under The Gun”是由洛珊, 比利·休斯 ,Andrew Eldritch共同創作並由比利·休斯, Andrew Eldritch製作. 此首歌是chart 單曲和被拍攝成音樂錄影帶.
2004年9月, 在北京的長城上首次舉辦的流行音樂演唱會是由Alicia Keys 擔綱主唱. 比利和洛珊 的“Walking On The Chinese Wall”是這場演唱會的閉幕歌曲.

## 音樂作品

### 專輯

#### 与Lazarus
- 1971 年: Lazarus
- 1973 年: A Fool's Paradise

#### 個人录音室專輯
- 1976 年: Street Life
- 1979 年: Dream Master
- 1981 年: Horton, Bates & Best: The Last Catch
- 1991 年: Welcome to the Edge

### 單曲
- 1972 年: "Warmth Of Your Eyes", Lazarus
- 1973 年: "Ladyfriends I (Sing a Song to Your Lady)", Lazarus
- 1979 年: "Martin Eden", theme from Martin Eden (miniseries)
- 1979 年: "Stealin' My Heart Away" (7", Promo)
- 1991 年: "Welcome to the Edge" (CD, Mini, Single)

## 外部連結
http://www.imdb.com/name/nm3070930/ （页面存档备份，存于）
http://www.golddisc.jp/award/06/index.html （页面存档备份，存于）
http://www.1242.com/yagi/2015-12-19/12:15:00/ （页面存档备份，存于）
http://www.drillspin.com/person/view/ARDSA0125774 （页面存档备份，存于）
http://www.drillspin.com/person/view/ARDSAX172613 （页面存档备份，存于）